# Rougnat
Rougnat település Franciaországban, Creuse megyében. Lakosainak száma 474 fő (2022. január 1.). Rougnat Arfeuille-Châtain, Auzances, Bussière-Nouvelle, Charron, Le Compas, Fontanières és Reterre községekkel határos.

## Népesség
A település népessége az elmúlt években az alábbi módon változott:
| Lakosok száma | 856  | 676  | 631  | 542  | 515  | 498  | 494  | 484  | 479  | 474  |
|               | 1968 | 1982 | 1990 | 2006 | 2013 | 2015 | 2017 | 2019 | 2020 | 2022 |